# Zeldovičeva palačinka
Zeldovičeva palačinka ili model palačinke je teoretska pretpostavka kondenzacije gasa iz prvobitnih fluktuacija koje su se pojavile nakon Velikog praska. Prvi primer Zeldovičeve palačinke je zabeležen 1991. godine preko teleskopa VLA u Novom Meksiku.
Model palačinke pretpostavlja da spin vektora galaksija teži da bude u ravni u kojoj se nalazi skoro sva količina materije. Po ovakvoj teoriji, prvobitno su formirana galaktička jata koja su se dalje, adijabatskim fluktuacijama, fragmentirala u galaksije. Po nelinearnoj gravitacionoj teoriji nestabilnosti, porastom malih nehomogenosti došlo je do formiranja guste količine kondenzacovanog gasa tanko raspoređenog u prostoru. Kondenzacije su kompresovane i zagrejane do visokih temperatura udarnim talasima, a poznate su pod nazivom palačinka.
Termalne, hidrodinamičke i gravitacione nestabilnosti rastu evolucijom, što dovodi do fragmentacije gasnih proto-galaktičkih jata i nastaje klasterisanje samih galaksija.

## Modeli formiranja superjata i jata galaksija
Model palačinke je jedan od tri osnovna modela koja pretpostavljaju formiranje superjata i jata galaksija, zajedno sa Modelom prvobitne vrtložnosti i Hijerarhijskim modelom.
Glavna razlika između modela je različita pretpostavka galaktičke orijentacije. Po Modelu palačinke, spin vektora galaksije nalazi se u ravni u kojoj se nalazi skoro sva količina materije, Model prvobitne vrtložnosti pretpostavlja da su spinovi vektora galaksije normalni na tu ravan, dok se Hijerarhijskim modelom modelom pretpostavlja slučajna raspodela spinova vektora.

## Model palačinke
Model palačinke obuhvata tri spontana procesa:
- hlađenje gasa i formiranje novih oblaka od hladnijeg gasa
- grupisanje oblaka hladnijeg gasa u galaksije
- formiranje galaksija od koncentrisanijih oblaka, dok se usamljeni oblaci skupljaju u galaktička jata

Jakov Zeldovič, po kome je model i nazvan, pokazao je 1970. godine da elipsoid gasa na supergalaktičkoj skali može biti približno korišćen za modeliranje kolapsa koji se javlja najbrže duž najkraće ose formirajući palačinkasti oblik. Ovom aproksimacijom pretpostavlja se da je elipsoid gasa dovoljno velik da su u njemu efekti pritiska zanemarljivi i posmatra se samo gravitaciona interakcija, tj. da će gas kolapsirati bez značajnih perturbacija spoljašnjeg pritiska. Ovakva pretpostavka je opravdana u slučaju kada se kolaps dešava pre rekombinacione ere nastale formiranjem vodonikovih atoma.
Godine 1989, Zeldovič i Šandarin su pokazali da početno preklapanje gustinskih fluktuacija slučajnih Gausijanskih polja rezultuje u "guste palačinke, vlakna i kompaktne grumene materije". Njihov model je postao poznat kao gornjo-donji model galaktičkog nastajanja sa supergalaktičkom kondenzacijom koja se fragmentira u protogalaksije. Nastajanje ravni koncentrovane materije će kompresovati gas duž udarnih talasa nastalih tokom kolapsa povišavajući temperaturu.

## Zeldovičeva aproksimacija
Druga generacija palačinki ili superpalačinke su kolapsi na višim nivoima po Zeldovičevoj aproksimaciji. Na najvišim nivoima postoji tranzicija u hijerarhijski model jata u kojem postoji hijerarhija kolapsirajućih struktura. Skraćujuća Zeldovičeva aproksimacija dozvoljava primenu metoda hijerarhije ili modela kosmološke strukture poznatih kao modeli "od dole ka gore".

### Primene
- Zeldovičevu aproksimaciju primenjuje pristup skraćivanja fluktuacionih spektara na veikim vrednostima po stepenom zakonu.
- Generalizacije Zeldovičeve aproksimacije su primenjene i za računanje nenultih kosmoloških konstanti.